# キャンプで逢いましょう
『キャンプで逢いましょう』（キャンプであいましょう）は田中律子著のエッセイ、およびそれを原作とした映画である。

## 原作
1993年、山と溪谷社初刊。
キャンプを通じた、アウトドアを題材としたエッセイ本である。

## 映画版
1995年公開。原作本をモチーフとしたオリジナルストーリーで展開された。
原作を反映したアウトドアの世界とユーミンサウンドを背景に、都会のOLとアウトドア雑誌のカメラマンとの恋が描かれている。
キャッチ・コピーは「都会じゃ見えない恋がある。」。

### キャスト
- 吉川水穂：後藤久美子
- 熊田豊彦：野村祐人
- 安西瑛子：中川安奈
- 中井康夫：西岡徳馬
- 高木重臣：沖田浩之
- 入江俊：菊池健一郎
- 大館達子：大寶智子
- 中西部長：中野英雄
- 和田社長：小坂一也
- 草薙：奥田瑛二
- 司祭：ミッキー・カーチス
- 岩本：寺田農
- 河原さぶ
- 大河内浩
- 正城慎太郎
- 西谷卓統
- 大和武士
- 中村繁之
- 山口粧太

ほか

### 使用楽曲
- 松任谷由実
- 主題歌「Midnight Scarecrow」
- 挿入歌「DANG DANG」・「青春のリグレット」

### スタッフ
- 製作：大映、徳間ジャパンコミュニケーションズ、三井物産、パル企画
- 監督：和泉聖治
- 原作：田中律子
- ストーリー原案：香川まさひこ
- 脚本：橋本裕志
- 監督補：原田昌樹
- 音楽：熊谷幸子
- 音楽協力：東芝EMI
- アウトドアコーディネーター：石井弘
- アウトドアアドバイザー：赤津孝夫、本多保博、石原滋彦、三熊敏郎
- プランニングスタッフ：尾崎将也、島田晴弘、中野充浩、南木顕生
- アクション監督：斎藤英雄
  - スタント：清水武尊、石山圭一、梛野素子
- 音響効果：原田サウンド
- タイトル：島田プロダクション
- 現像：IMAGICA
- スタジオ：東映東京撮影所、大映スタジオ
- ロケ協力：日本エアシステム、千歳市、有珠郡大滝村役場　ほか
- 製作指揮：徳間康快
- 製作代表：加藤博之
- 製作者：池田哲也、小浜兼太郎、鈴木ワタル
- 企画：新田博邦
- プロデューサー：樋口一成、横山和幸
- 特別協力：徳間書店
- 協賛：ワールド通商、ソニーファミリークラブ、三井物産スポーツ
- 製作協力：メディアウィザード
- 配給：東宝